# Norman Bröckl
Norman Bröckl est un kayakiste allemand pratiquant la course en ligne.